# Panglima Sugala
Panglima Sugala is een gemeente in de Filipijnse provincie Tawi-Tawi. Bij de laatste census in 2007 had de gemeente bijna 51 duizend inwoners.

## Geografie

### Bestuurlijke indeling
Panglima Sugala is onderverdeeld in de volgende 17 barangays:
| - Balimbing Proper - Batu-batu - Bauno Garing - Belatan Halu - Buan - Dungon - Karaha - Kulape - Liyaburan | - Luuk Buntal - Magsaggaw - Malacca - Parangan - Sumangday - Tabunan - Tundon - Tungbangkaw |

## Demografie
Panglima Sugala had bij de census van 2007 een inwoneraantal van 50.504 mensen. Dit zijn 17.189 mensen (51,6%) meer dan bij de vorige census van 2000. De gemiddelde jaarlijkse groei komt daarmee uit op 5,91%, hetgeen hoger is dan het landelijk jaarlijks gemiddelde over deze periode (2,04%). Vergeleken met de census van 1995 is het aantal mensen met 26.106 (107,0%) toegenomen.

De bevolkingsdichtheid van Panglima Sugala was ten tijde van de laatste census, met 50.504 inwoners op 416,66 km², 58,6 mensen per km².